# Brits Mandaat Mesopotamië
Het Brits Mandaat Mesopotamië (Arabisch: الانتداب البريطاني على العراق) was een A-mandaat van de Volkenbond dat het huidige Irak omvatte en dat toevertrouwd werd aan het Verenigd Koninkrijk toen het Ottomaanse Rijk verdeeld werd in 1920 door de Vrede van Sèvres. Dit werd officieel gemaakt op de Conferentie van San Remo op 25 april 1920. Het beoogde mandaat werd nooit verwezenlijkt, want toen in 1920 een opstand uitgebroken was tegen het Britse bestuur ging de Britse regering akkoord met zelfbestuur voor Irak. In 1921 werd het koninkrijk Irak gevormd, waarvan Faisal I koning werd. Het Verenigd Koninkrijk behield de verantwoordelijkheid voor militaire zaken en het gebied bleef in feite nog in veel opzichten onder Brits Bestuur. In 1932 verwierf het land zijn onafhankelijkheid.